# Jovens embaixadores
O Programa Jovens Embaixadores é uma iniciativa de responsabilidade social da Embaixada dos Estados Unidos — em parceria com os setores público e privado em ambos os países — que beneficia, com uma viagem de três semanas nos Estados Unidos, alunos brasileiros da rede pública com excelente desempenho escolar, que falam inglês, que pertencem à camada sócio-econômica menos favorecida, que têm perfil de liderança, que prestam serviço voluntário. Visa aproximar os laços entre Brasil e Estados Unidos da América, além de valorizar e promover o fortalecimento da educação pública por meio desses jovens, transformando-os em modelos para seus colegas e a comunidade em que vivem.
Todos os anos são escolhidos 50 estudantes do Ensino Médio por parte da Embaixada Americana que viajam em janeiro para um programa de três semanas nos Estados Unidos. Durante a primeira semana, visitam a capital do país, seus principais monumentos, participam em reuniões em organizações dos setores público e privado, visitam escolas e projetos sociais. Após essa primeira semana em Washington, os participantes são divididos em sub-grupos e cada um viaja para um estado diferente nos EUA. Lá, são hospedados por uma família americana, assistem aulas e interagem com jovens da sua idade, participam em atividades culturais, de responsabilidade social e de empreendedorismo e liderança e fazem apresentações sobre o Brasil.
Em 2011 foram os estados de Ohio, Montana, Carolina do Norte, Washington e Oklahoma.
A experiência de ser um Jovem Embaixador oferece a esses excelentes estudantes a oportunidade de expandirem seus horizontes ao mesmo tempo em que nos ajudam a fortalecer os laços de amizade, respeito e colaboração entre o Brasil e os Estados Unidos.
O processo de seleção dos Jovens Embaixadores ocorre através de uma parceria entre a Embaixada dos EUA e cerca de 64 instituições parceiras (maior parte delas são Centros Binacionais e Secretarias Estaduais de Ensino) espalhadas pelo Brasil.
Há uma pré-seleção dos candidatos através dessas instituições, e o jovem interessado a se inscrever deve visitar o site do próprio programa. A Inscrição é feita, primariamente, online (preenchimento de formulário) disponibilizado o link pelas redes sociais e/ou site da Embaixada. A partir de então, o candidato passa por algumas avaliações, uma prova oral, uma escrita e também uma visita e entrevista com ele, feita por representantes de sua Instituição. As provas escritas e orais são todas em inglês, e a entrevista geralmente com os pais do estudante são em português.
Ao serem selecionados como finalistas, os estudantes passam menos de uma semana participando de um treinamento, um 'pre-departure' (que na tradução literal traduziria-se 'pré-decolagem'). Após isso, partem em rumo à Washington DC e logo que terminado o cronograma partem para um estado diferente em subgrupos, onde conviverão individualmente com uma família tipicamente estadunidense e tendo a vida de um adolescente americano.
Em sua chegada ao Brasil, os estudantes ainda tem várias outras oportunidades propiciadas pela parceria da Embaixada dos EUA no Brasil em parceria com algumas intuições de ensino americanas. Podendo ainda ganhar bolsas de estudo para estudar nos Estados Unidos, seja através de exames de proficiência, seja através do Summer Scholarship Program, onde há seleção dos participantes desde anos anteriores.

## Pré-requisitos a serem preenchidos pelos candidatos
- Ter entre 15 e 18 anos (candidatos não poderão ter mais que 18 ou menos que 15 anos até o dia da viagem).
- Jamais ter viajado para os Estados Unidos.
- Ter boa fluência oral e escrita em inglês.
- Ser aluno do ensino médio na rede pública.
- Pertencer à camada sócio-econômica menos favorecida.
- Ter excelente desempenho escolar.
- Ter perfil de liderança e iniciativa.
- Ser comunicativo.
- Possuir boa relação em casa, na escola e na comunidade.
- Estar engajado por pelo menos 1 ano em atividades de responsabilidade social/voluntariado.Ter entre 15 e 18 anos (até a data da viagem);